# RoPax-Schiff

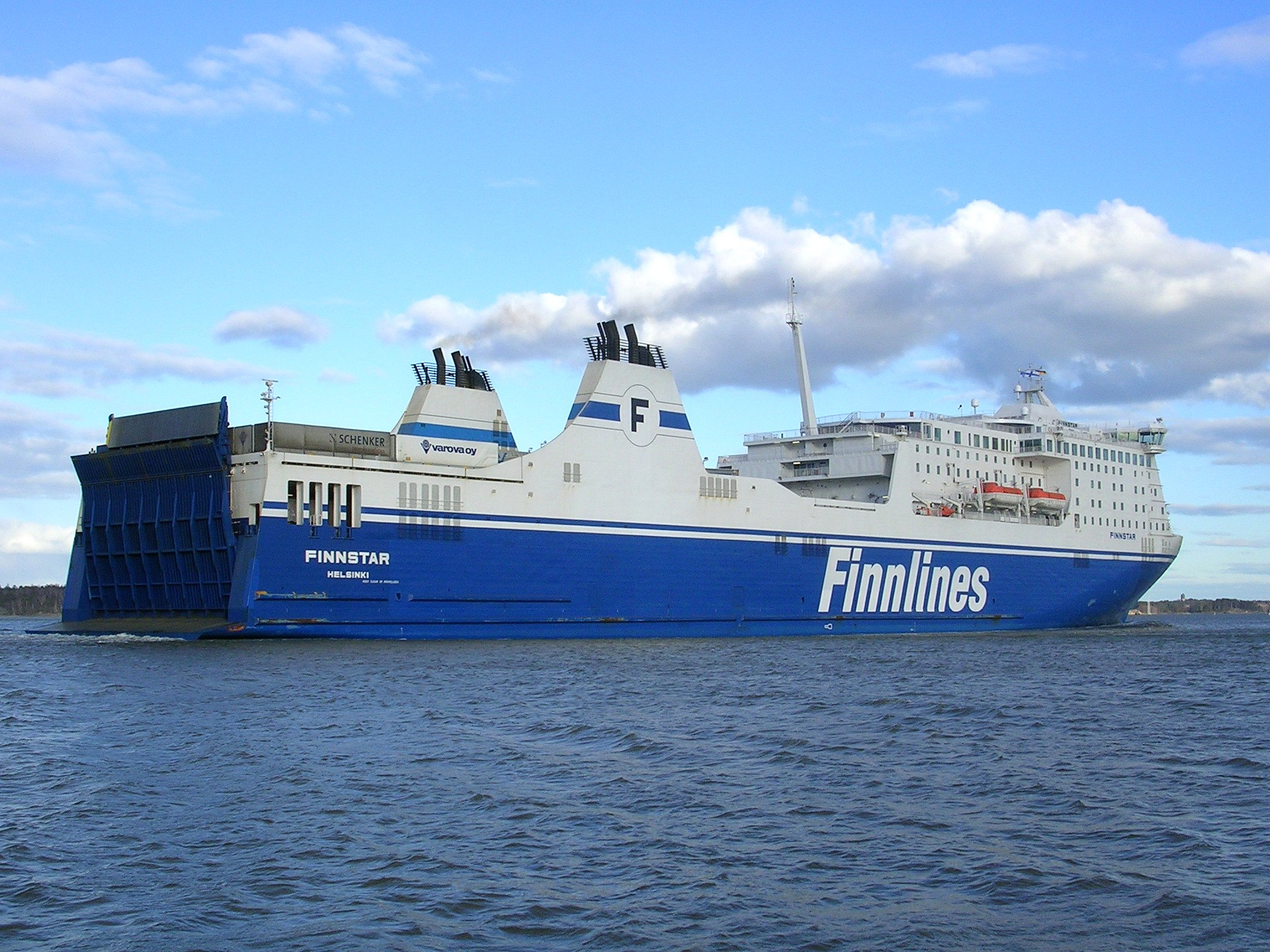
Die Finnstar, eine kombinierte Passagier-Fracht-Fähre auf der Route Helsinki – Travemünde

RoPax steht als Kurzform für Roll On/Roll Off von Frachtgut sowie Pax für Passagiere.
Bei RoPax-Fähren, auch Kombifähre oder Kombicarrier genannt, handelt es sich um RoRo-Schiffe, die zudem mehr als 12 Passagiere befördern können.
RoPax-Fähren haben große, leicht und schnell zu be- und entladende Decks für Straßenfahrzeuge und rollbares Ladegut sowie teilweise auch Eisenbahnfahrzeuge (Eisenbahnfähre). Die Fahrzeugdecks sind mindestens teilweise überbaut mit Decks für Passagierkabinen oder Schlafsessel und Einrichtungen wie Restaurants, Kinos und Spielkasino. Oft gibt es separate Bereiche für Fernfahrer mit separaten Speiseräumen und Kabinen mit Duschen.